# Cabestana casus
Cabestana casus is een uitgestorven slakkensoort uit de familie van de Cymatiidae. De wetenschappelijke naam van de soort werd voor het eerst geldig gepubliceerd in 1986 door Kensley en Pether.